# Erich Unterweger

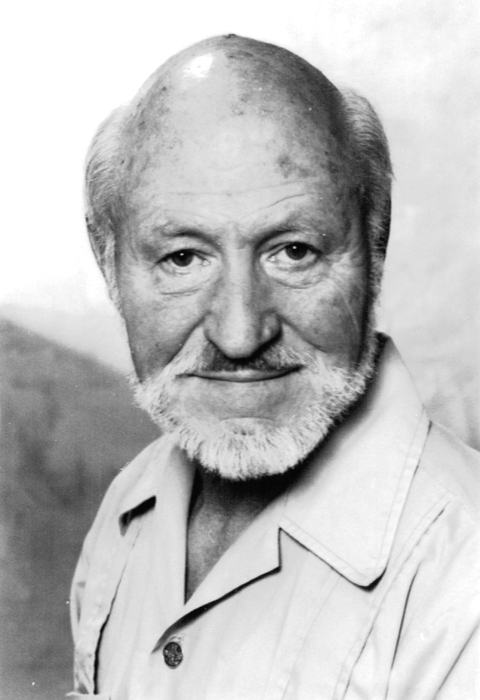
Erich Unterweger

Erich Unterweger (* 14. März 1928 in Bad Kleinkirchheim; † 12. Dezember 2007 in Bad Gams) war ein österreichischer Bildhauer und bildender Künstler.

## Leben
Erich Unterweger wurde am 14. März 1928 als ältester Sohn des Schmiedes Johann Unterweger und dessen Frau Julia geborene Primeßnig in Bad Kleinkirchheim im Kärntner Nockgebiet geboren. Nach Beendigung der Volksschule in Bad Kleinkirchheim besuchte Erich Unterweger ab 1943 die Meisterschule des Deutschen Handwerks in Klagenfurt. 1945 musste er jedoch seine Ausbildung wegen des Kriegsendes und der Schließung der Schule beenden. Die darauf folgenden zwei Jahre war er im elterlichen Betrieb tätig, wo man ihn nicht mehr weiter studieren lassen wollte.
1947 konnte Erich Unterweger nach erfolgreicher Aufnahmeprüfung sein Kunststudium für Bildhauerei an der Staatlichen Meisterschule für angewandte Kunst in Graz später Kunstgewerbeschule Graz fortsetzen, wo er 1949 seinen Abschluss machte. Zu seinen Lehrern zählten Alexander Silveri und Walter Ritter – Abteilung Bildhauerei, sowie Rudolf Szyszkowitz – Abteilung Malerei und Graphik. Danach begann er sich seine Existenz als freischaffender Künstler in Graz aufzubauen.
Im katholischen Bildungshaus Maria Trost, wo er zu Beginn Raum und Unterkunft fand, lernte Erich Unterweger seine spätere Frau Erika Welzenberg kennen. 1950 konnte er erste Auftragsarbeiten realisieren.
Die Eindrücke aus einer fünfwöchigen Nahost-Reise 1955 veränderten und festigten seinen künstlerischen Ausdruck nachhaltig.
1958 heirateten Erich Unterweger und Erika Welzenberg vor dem von ihm in diesem Jahr fertiggestellten Altar in der Franziskuskapelle der Grazer Schulschwestern. Es kamen die Söhne Martin 1959, Holger 1960, Gottfried 1961 und Thomas 1967 zur Welt.
Erich Unterweger war Mitglied der „Jungen Gruppe“, im „Steiermärkischen Kunstverein Werkbund“ und im „Kunstverein Kärnten“. Seit den 1950er-Jahren entstanden in Graz Werke in den verschiedensten Techniken.
In der Zeit zwischen 1960 und 1985 wurde Erich Unterweger mehrfach mit Preisen ausgezeichnet.
Nach dem Erwerb eines alten Bauernhauses 1989 und dessen Umbau, übersiedelten Erich Unterweger und seine Frau Erika Welzenberg 1992 nach Bad Gams in die Weststeiermark. Am 12. Dezember 2007 verstarb Erich Unterweger im Alter von 79 Jahren in Bad Gams.

## Werk
Seine Werke entstanden in verschiedenen Techniken: Wachs, Keramik, Holz, Metall, Stein, Stuck, Betonguss, Polyester, Karton, Malerei, Fotografie und Graphik und befinden sich in Sakralbauten, so hat er 1958 den Innenraum der Kirche St. Severin in Fürstenfeld, für die er auch die Skulptur eines auferstandenen Jesus schuf. Schulen, Amtsgebäuden, Wohnbau, Kinderspielplätzen, Parkanlagen und privatem Besitz. Außerdem in staatlichen, städtischen, öffentlichen Galerien, sowie privaten Sammlungen im In- und Ausland.
In Österreich: Bundesministerium für Unterricht und Kunst Wien, Neue Galerie Graz, Stadtmuseum Graz, MMKK (ehem. Landesgalerie Kärnten) Klagenfurt, Galerie der Stadt Klagenfurt, Galerie der Stadt Hermagor.
International: Deutschland, USA, Schweden, England, Holland, Frankreich, Italien, Türkei, Makedonien, Slowenien.

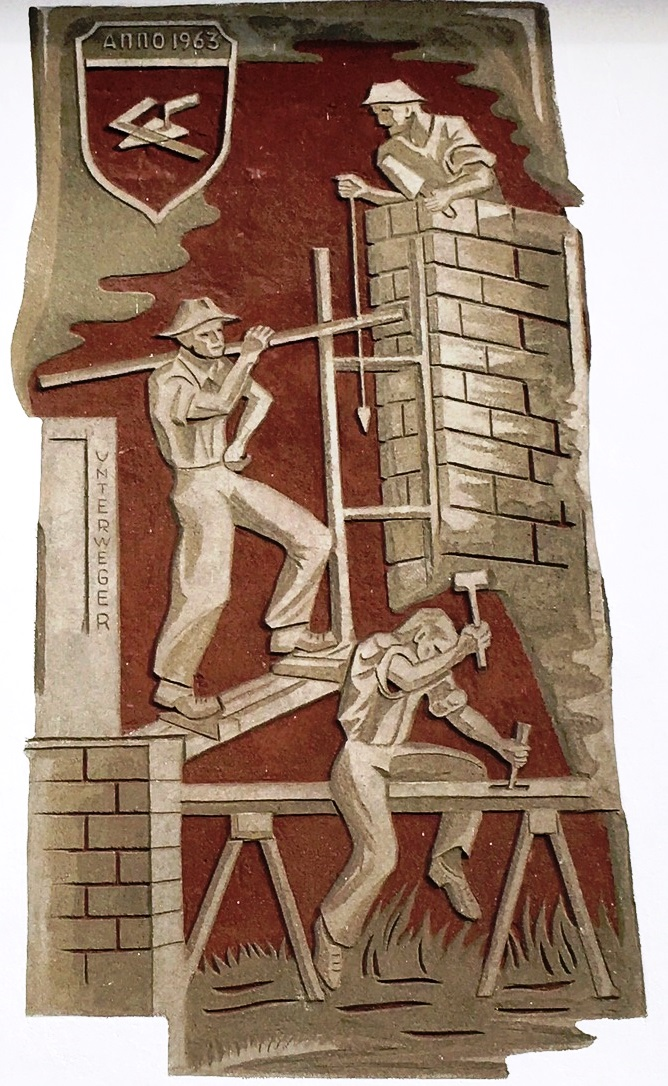
Maurer, Kärnten
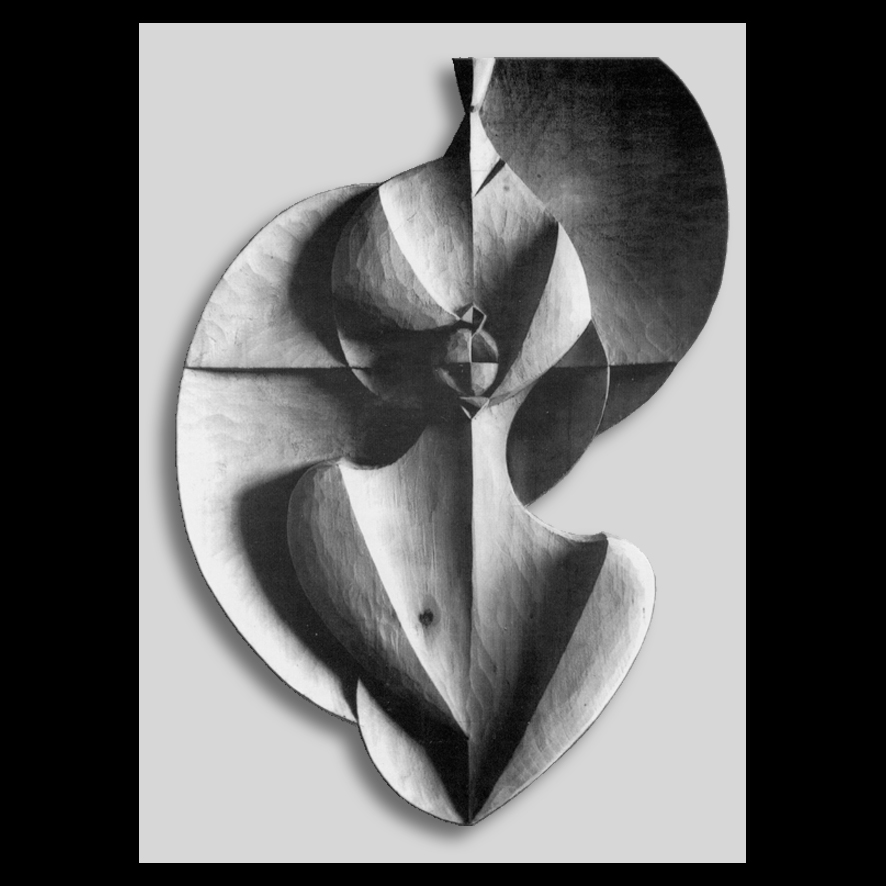
Pantokrator, Holz
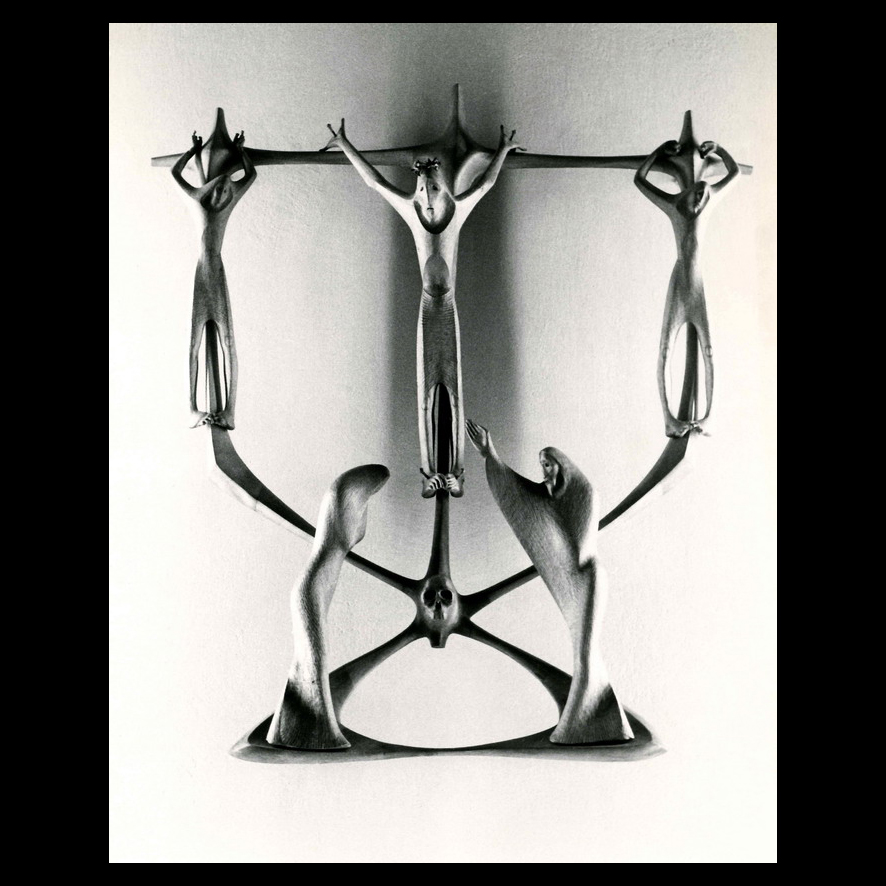
Kreuzigungsgruppe, Holz
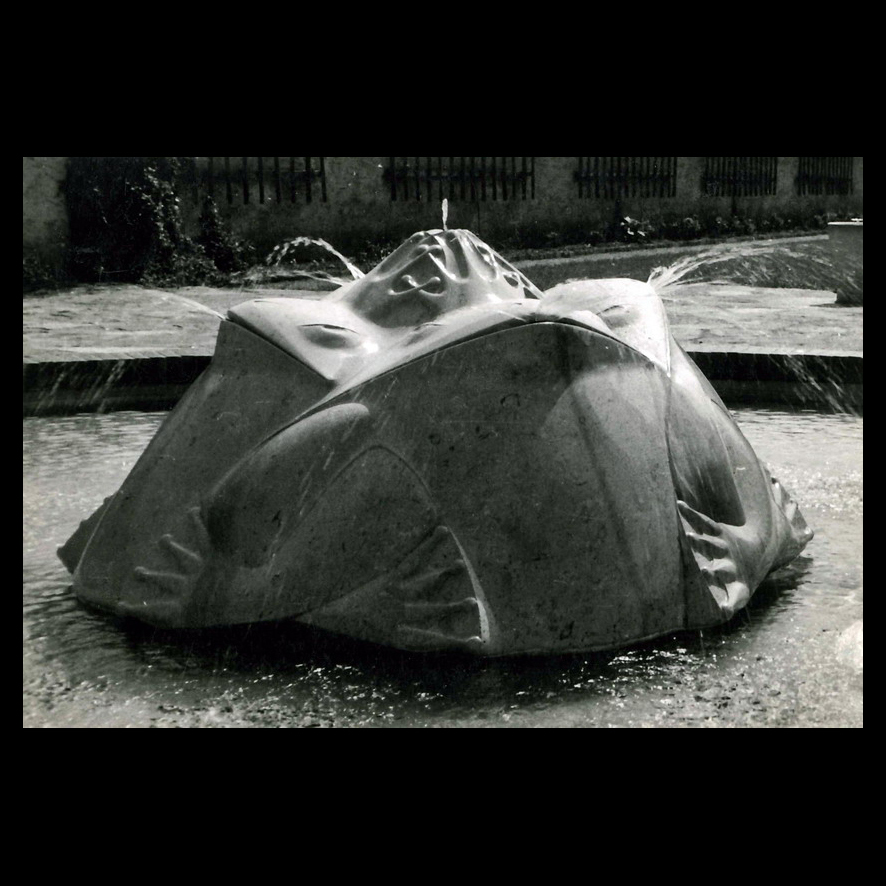
Froschkönig Springbrunnen, Marmor
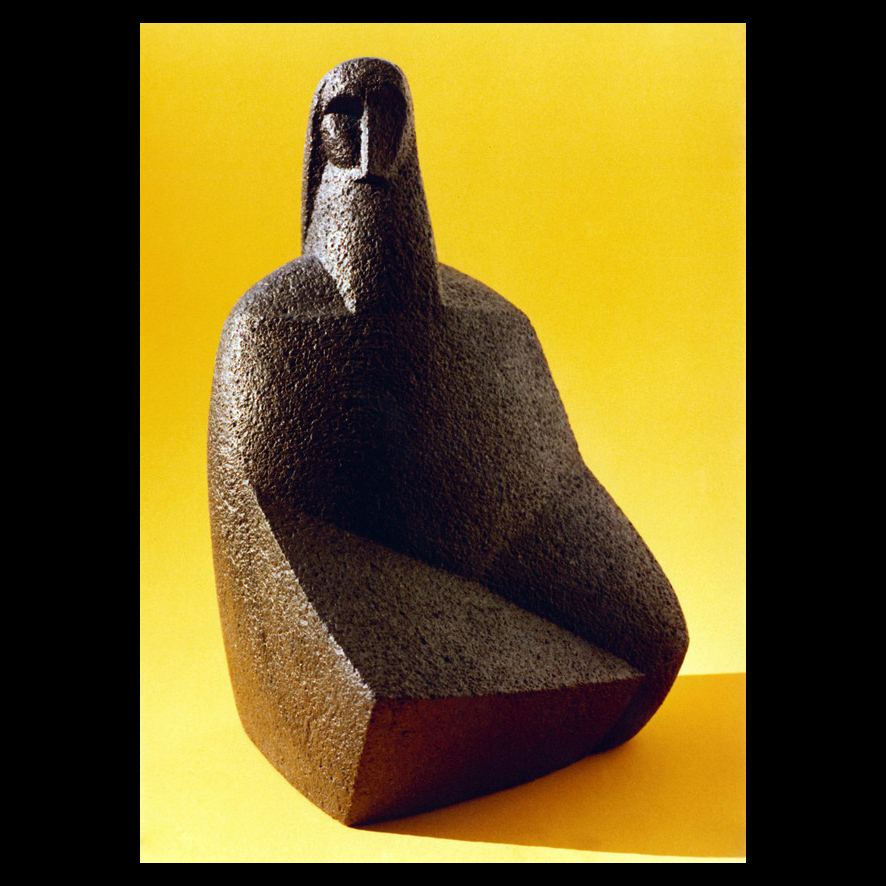
Abraham, Keramik
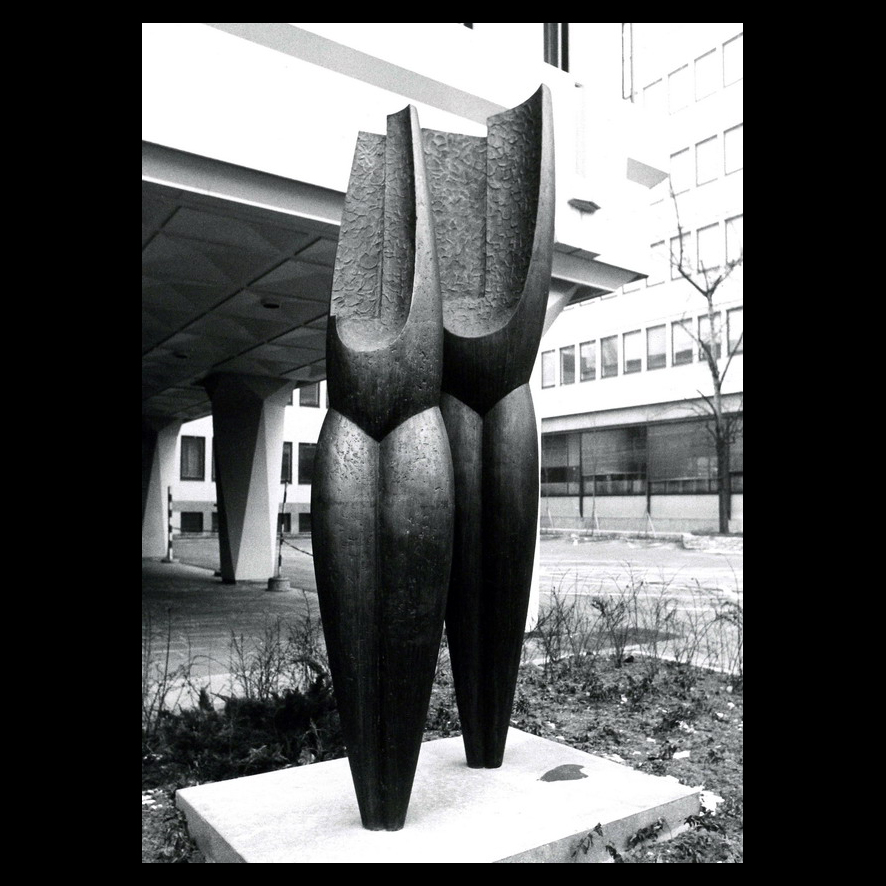
Weiblicher und männlicher Torso, Bronze
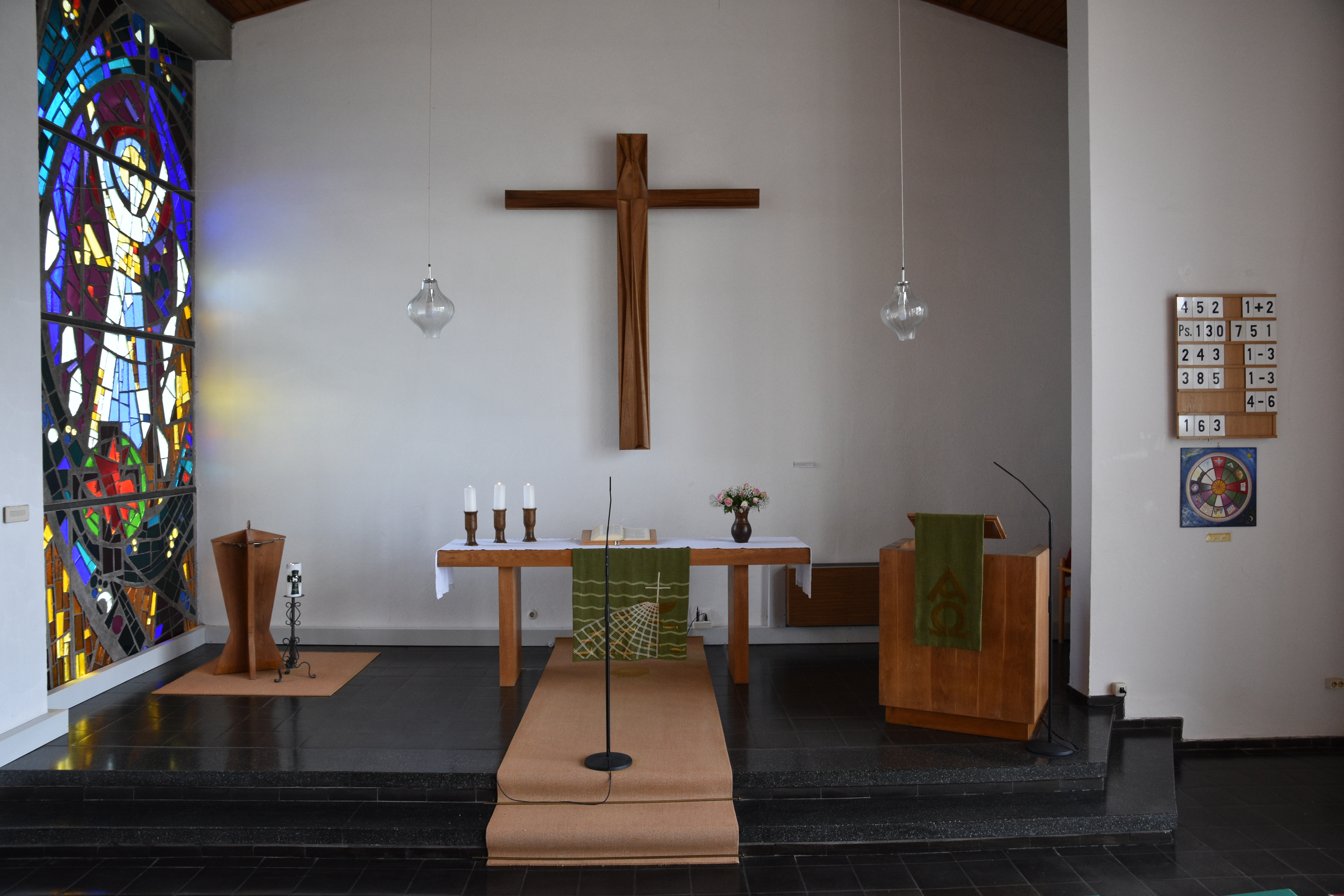
Holzkreuz, Hartberg

## Auszeichnungen
- 1961 Förderungspreis der Stadt Graz für Bildende Kunst
- 1974 Kunstpreis der Stadt Graz
- 1975 Förderungspreis der Kärntner Landesregierung
- 1979 Ernennung zum „Academico D’Italia“ mit Goldmedaille der Academia Italia delle Arte del Lavoro
- 1981 Ehrenmedaille der Stadt Graz für Bildende Kunst
- 1984 Förderungspreis der Stadt Klagenfurt

## Ausstellungen
- 1954 „Personale“, Evangelische Akademie Tutzing, BRD, mit Olaf Gulbransson
- 1955 „Personale“, Galerie Moser, Graz, mit Franz Felfer
- 1957 „Junge Gruppe“, Künstlerhaus Graz
- 1958 „Junge Gruppe“, Landesmuseum für Kärnten, Klagenfurt
- 1960 „Mitglieder des Steiermärkischen Kunstvereins“, Künstlerhaus Graz
- 1961 „Religio 61“, Künstlerhaus Graz
- 1965 „Religio 65“, Künstlerhaus Graz
- 1966 „Steirische Plastik in der Steiermärkischen Bank“, Neue Galerie, Graz
- 1968 „Personale“, Katholische Erziehergemeinschaft Schloß Seggau, Leibnitz
- 1968 „Werkbund“, Künstlerhaus Graz
- 1968 „Werkbund“, Hotel Weitzer, Graz
- 1968 im Rahmen der Ausstellung „Rudolf Szyskowitz und seine Schüler“, Bildungszentrum Irdning
- 1968 „Krippenschau steirischer Künstler“, Steiermärkische Bank, Graz
- 1969 „Intart III“, Moderna Galerija Ljubljana
- 1970 „Kärntner Kunst 1900 - 1970“, Kärntner Landesgalerie, Klagenfurt
- 1970 „Junge Gruppe“, Künstlerhaus Graz
- 1970 „Steiermärkischer Kunstverein - Werkbund“, Neue Residenz (Bamberg), BRD
- 1970 „Junge Gruppe“, Weiz
- 1970 „Kulturpanoptikum“ Werkbund, Künstlerhaus Graz
- 1970 „Kärntner Kunst 1900-1970“, Steirischer Herbst, Graz
- 1970 „Tangenten“, Museum für Angewandte Kunst (Wien)
- 1970/71 „I presepi di Erich Unterweger“, Cassa di Risparmio di Verona, Vicenza e Belluno, Italien
- 1971 „Trigon 71“, Steirischer Herbst, Graz
- 1971 „Werkbund“, Rieder Messe
- 1971 „Das Kind und seine Welt“, O.D.K.-Ausstellung, Klagenfurt
- 1973 „Intern.Art Exhibition and Sale“, B. Russell Center, Nottingham, GB
- 1973/74 „Personale“, Katholisches Bildungshaus Mariatrost, Graz
- 1977 „Personale“, Bildungszentrum der Steiermärkischen Handelskammer, Graz
- 1978 „Zeitgenössische Kunst aus der Steiermark“, Steirischer Herbst, Graz
- 1979 „Kunst am Bau“, Steirischer Herbst, Künstlerhaus Graz
- 1979 „Kunst am Bau“, Liederhalle Stuttgart, BRD
- 1980 „10 Jahre Künstlerfreundschaft Graz - Bamberg“, Neue Residenz Bamberg, BRD
- 1980 „Galerie der Stadt Lienz“, Lienz, Osttirol
- 1981 „Werke vom internationalen Bildhauersymposium Prilep“, Prilep, Makedonien
- 1983 „Intart XVII“, Udine, Italien
- 1983 „Le Salon des Nationes“, Centre International d’art contemporain, Paris
- 1994 „Personale“, Kulturkreis Bad Gams, Kurhotel Dr. Kipper
- 1994 „Personale“ im Rahmen der Ausstellung „Rudolf Szyskowitz und seine Schüler“, Schloss Frauental
- 1995 „Mini - Monumente 1995“, Galerie Garten, Darmstadt, BRD
- 1998 „Ikonen der Eiskristalle“, Therapiegarten, Herbersdorf
- 1998 „Welt der Sinne“, Kohlhammergelände Bad Gams
- 1998 „Personale: Plastik - Skulptur - Objekte - Graphik“, Salvatorkirche (Graz)
- 1999 „Winzer und Wein“, Bad Gams
- 2000 „Ikonen der Eiskristalle“, Raika Bad Gams
- 2001 „FAR/NEAR:EAST/WEST“, Ausstellung des internationalen Symposiums Bad Gams
- 2002 „OUT DOOR SHOW“ des Kunstverein Kärnten
- 2002 „Internationale BIENNALE für bildende Kunst“, Hüttenberg, Kärnten
- 2003 „Personale“ zum 75. Geburtstag, Bad Gams